# Bistum Weifang
Das Bistum Weifang (chinesisch 天主教潍坊教区) ist eine in der Volksrepublik China gelegene römisch-katholische Diözese mit Sitz in Qingzhou.

## Geschichte
Das Bistum Weifang wurde am 20. April 2023 durch Papst Franziskus aus Teilen des Gebietes der aufgelösten Apostolischen Präfektur Iduhsien errichtet und dem Erzbistum Jinan als Suffraganbistum unterstellt. Erster Bischof wurde Antonio Sun Wenjun.
Das Bistum Weifang umfasst die Stadtteile Weicheng, Hanting, Fangzi und Kuiwen, die Kreise Linqu und Changle sowie die Städte Qingzhou, Zhucheng, Shouguang, Anqiu, Gaomi und Changyi.